# Sammetsgrävare
Sammetsgrävare (Dyschirius obscurus) är en skalbaggsart som först beskrevs av Leonard Gyllenhaal 1827.  Sammetsgrävare ingår i släktet Dyschirius, och familjen jordlöpare. Arten är reproducerande i Sverige.

## Bildgalleri

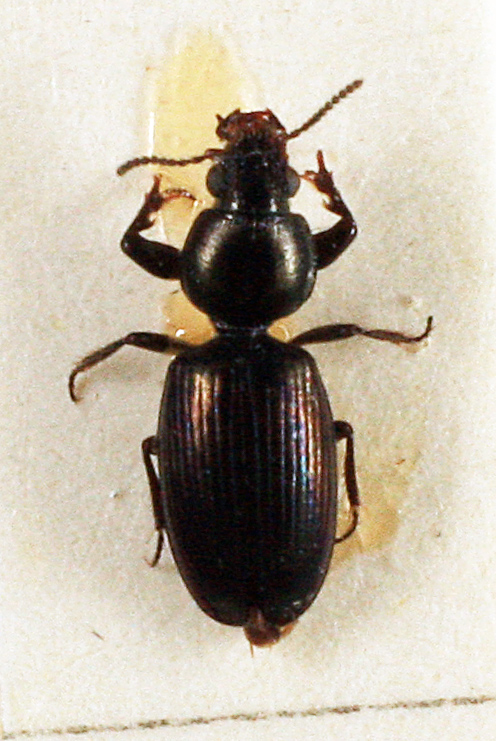